# Geostiba bulbosa
Geostiba bulbosa – gatunek chrząszcza z rodziny kusakowatych i podrodziny rydzenic.
Gatunek ten opisany został po raz pierwszy w 2022 roku przez Volkera Assinga na łamach „Contributions to Entomology”. Jako lokalizację typową wskazano Przełęcz Gombori w gruzińskiej Kachetii. Epitet gatunkowy oznacza po łacinie „bulwiasta” i odnosi się do kształtu zbiornika nasiennego samicy.
Chrząszcz o wydłużonym ciele długości od 2,1 do 2,7 mm. Głowa jest rudożółta do rudej z żółtymi czułkami, lekko wydłużona. Oczy są uwstecznione, zbudowane z od pięciu do ośmiu fasetek. Przedplecze i pokrywy również są rudożółte do rudych. U samca pokrywy mają rozległe wciski, a przy tarczce grubo i ziarniście punktowane wyniosłości, u samicy natomiast pokrywy są niezmodyfikowane. Odnóża mają żółte ubarwienie. Odwłok jest rudożółty do rudego z niewyraźnie przyciemnionymi segmentami przedwierzchołkowymi. U samca na powierzchni siódmego tergitu znajduje się para żeberek tylno-środkowych. Tylny brzeg ósmego tergitu jest u samca wypukły ze ściętym środkiem, u samicy zaś szeroko wypukły. Genitalia samicy cechuje bulwiasta proksymalna część spermateki.
Gatunek palearktyczny, znany wyłącznie z Kachetii. Znaleziony został w lesie zdominowanym przez buki, na rzędnych około 1650 m n.p.m. Bytuje w ściółce.